# Taximastinocerus levefumidus
Taximastinocerus levefumidus är en skalbaggsart som beskrevs av Wittmer 1988. Taximastinocerus levefumidus ingår i släktet Taximastinocerus och familjen Phengodidae. Inga underarter finns listade i Catalogue of Life.